# Вілейське водосховище
54°29′00″ пн. ш. 27°03′00″ сх. д. / 54.483333333333° пн. ш. 27.05° сх. д.
Віле́йське водосхо́вище — водоймище у складі Вілейсько-Мінської водної системи, найбільше в Білорусі. Площа водного дзеркала — 73,6 км², обсяг заповнення — 260 млн. м³, середня глибина 3—5 м.
У жовтні 1995 року було почате будівництво, а в квітні 1998 року введена в експлуатацію перша черга Вілейської ГЕС з підключенням в енергосистему «Мінськенерго». У квітні 2002 року введена друга черга. Загальна встановлена потужність ГЕС становить 1 000 кВт. За рік виробляється 7,5 млн кВт електроенергії.